# Гаврово (Опочецкий район)
Гаврово — деревня в Опочецком районе Псковской области России. Входит в состав Макушинской волости Опочецкого района.
Расположена в 16 км к западу от города Опочка, на левом берегу реки Исса.
Численность населения по состоянию на 2000 год составляла 17 человек, на 2012 год — 13 человек, на 2018 — 12 человек
До 2006 года входила в состав Петровской волости с центром в д. Макушино.